# Willie Hamilton
Willie Hamilton (n. 26 iunie 1917 – d. 26 ianuarie 2000) a fost un om politic britanic, membru al Parlamentului European în perioada 1973-1979 din partea Regatului Unit. 
1. ↑  Willie Hamilton, SNAC, accesat în 9 octombrie 2017
2. 1 2 3 4 5 6 7 8 9 10 11  Hansard 1803–2005